# Civilización pyu
La civilización pyu fue un conjunto de pequeños reinos y ciudades-Estado que se desarrollaron entre los siglos II a. C. y XI d. C., ocupando la zona central de la actual Birmania. Estos pequeños Estados se fundaron con la llegada a Birmania de hablantes de lenguas pyu, cuyas invasiones se enmarcan dentro de las migraciones tibetano-birmanas. Tras cerca de 1200 años de civilización pyu, la extensión territorial en torno al año 1050 del reino de Pagan, cuyo origen se encuentra en el siglo IX, supuso el fin del denominado milenio pyu (considerado el equivalente a la Edad del Bronce en Birmania) y el comienzo del periodo de los reinos clásicos birmanos.
En junio de 2014, la Unesco eligió como Patrimonio de la Humanidad los yacimientos de las tres antiguas ciudades de Halin, Beikthano y Sri Ksetra con la denominación Ciudades antiguas de Pyu abarcando los restos de las construcciones en ladrillo, las murallas y los fosos de dicha ciudades que son testimonios de los reinos de Pyu.

## Trasfondo
Sobre la base de pruebas arqueológicas limitadas, se infiere que las culturas más antiguas existieron en Birmania ya en el año 11000 a. C., principalmente en la zona seca central cerca del Irrawaddy. El Anyathian, la Edad de Piedra de Birmania, existió aproximadamente al mismo tiempo que las eras del Paleolítico inferior y medio en Europa. Tres cuevas ubicadas cerca de Taunggyi en las estribaciones de las colinas de Shan han producido objetos neolíticos fechados entre el 10000 y el 6000 a. C.
Alrededor de 1500 a. C., la gente de la región convertía el cobre en bronce, cultivaba arroz y domesticaba pollos y cerdos; estuvieron entre las primeras personas en el mundo en hacerlo. Hacia el 500 a. C., surgieron asentamientos de trabajadores del hierro en un área al sur de la actual Mandalay. Se han excavado ataúdes decorados con bronce y lugares de enterramiento llenos de restos de loza. La evidencia arqueológica en el valle del río Samon al sur de Mandalay sugiere asentamientos de cultivo de arroz que comerciaron con China entre 500 a. C. y 200 d. C.
Alrededor del siglo II a. C., el pueblo Pyu que hablaba lenguas tibetano-birmanas comenzó a entrar en el río Irrawaddy desde el actual Yunnan usando los ríos Taping y Shweli. El hogar original de los Pyu se reconstruye para ser el Lago Qinghai, que se encuentra en las actuales provincias de Qinghai y Gansu. Los Pyu, los primeros habitantes de Birmania de los que existen registros, fundaron asentamientos en toda la región de las llanuras centrada en la confluencia de los ríos Irrawaddy y Chindwin que ha estado habitada desde el Paleolítico. El reino de Pyu era más largo que ancho y se extendía desde Sri Ksetra en el sur hasta Halin en el norte, Binnaka y Maingmaw al este y probablemente Ayadawkye al oeste. Los registros de la dinastía Tang reportan 18 estados Pyu, nueve de los cuales eran ciudades amuralladas, cubriendo 298 distritos.

## Declive de las ciudades-estado Pyu
Fue una civilización longeva que duró casi un milenio hasta principios del siglo IX, hasta que un nuevo grupo de "jinetes veloces" procedentes del norte, los (Mranma) (birmanos) del Reino Nanzhao entraron en el valle superior del Irrawaddy a través de una serie de incursiones. Según las crónicas de la dinastía Tang, los Nanzhao comenzaron sus incursiones en la Alta Birmania a partir del año 754 o 760. En 763, el rey nanzhao Ko-lo-feng había conquistado el valle superior del Irrawaddy.: 95   Las incursiones nanzhao se intensificaron en el siglo IX, con incursiones en 800-802, y de nuevo en 808-809. Finalmente, según los chinos, en 832, los guerreros Nanzhao invadieron el país Pyu, y se llevaron 3000 prisioneros Pyu de Halin.: 105  (En 835, los registros chinos dicen que los Nanzhao también asaltaron un estado, generalmente identificado por algunos pero no universalmente aceptado como un estado Pyu).
Sin duda, los pyu y su cultura no desaparecieron sólo porque se llevaran a 3.000 de ellos. El tamaño del reino Pyu y sus numerosas ciudades amuralladas por todo el territorio indican una población muy numerosa. De hecho, no existen indicios firmes en Sri Ksetra ni en ningún otro yacimiento pyu que sugieran un derrocamiento violento. Es más probable que estas incursiones debilitaran significativamente los estados pyu, permitiendo a los birmanos adentrarse en los territorios pyu. En cualquier caso, las pruebas demuestran que el ritmo real de la migración birmana hacia el reino pyu fue gradual. La datación por radiocarbono muestra que existió actividad humana hasta c. 870 en Halin, objeto de la incursión de Nanzhao en 832. Las crónicas birmanas afirman que los birmanos fundaron la ciudad fortificada de Pagan (Bagan) en 849, pero las pruebas más antiguas datadas por radiocarbono en Pagan (murallas antiguas) apuntan a 980 d. C., mientras que las murallas principales apuntan hacia 1020 d. C., sólo 24 años antes del comienzo del reinado de Anawrahta, fundador del Imperio Pagan.
En cualquier caso, a finales del siglo X, los birmanos habían alcanzado el liderazgo del reino pyu y fundaron el Reino de Pagan a mediados del siglo XI, unificando por primera vez el valle del Irrawaddy y su periferia. No obstante, los pyu habían dejado una huella indeleble en Pagan, cuyos gobernantes birmanos incorporarían las historias y leyendas de los pyu como propias. Los reyes birmanos de Pagan afirmaban descender de los reyes de Sri Ksetra y Tagaung desde el año 850 a. C., una afirmación rechazada por la mayoría de los eruditos modernos. Los asentamientos pyu permanecieron en la Alta Birmania durante los tres siglos siguientes, pero los pyu fueron absorbidos y asimilados gradualmente por el Imperio de Pagan en expansión. La lengua pyu siguió existiendo hasta finales del siglo XII, pero en el siglo XIII, los pyu habían asumido la etnia birmana y desaparecido en la historia.

## Ciudades-Estado

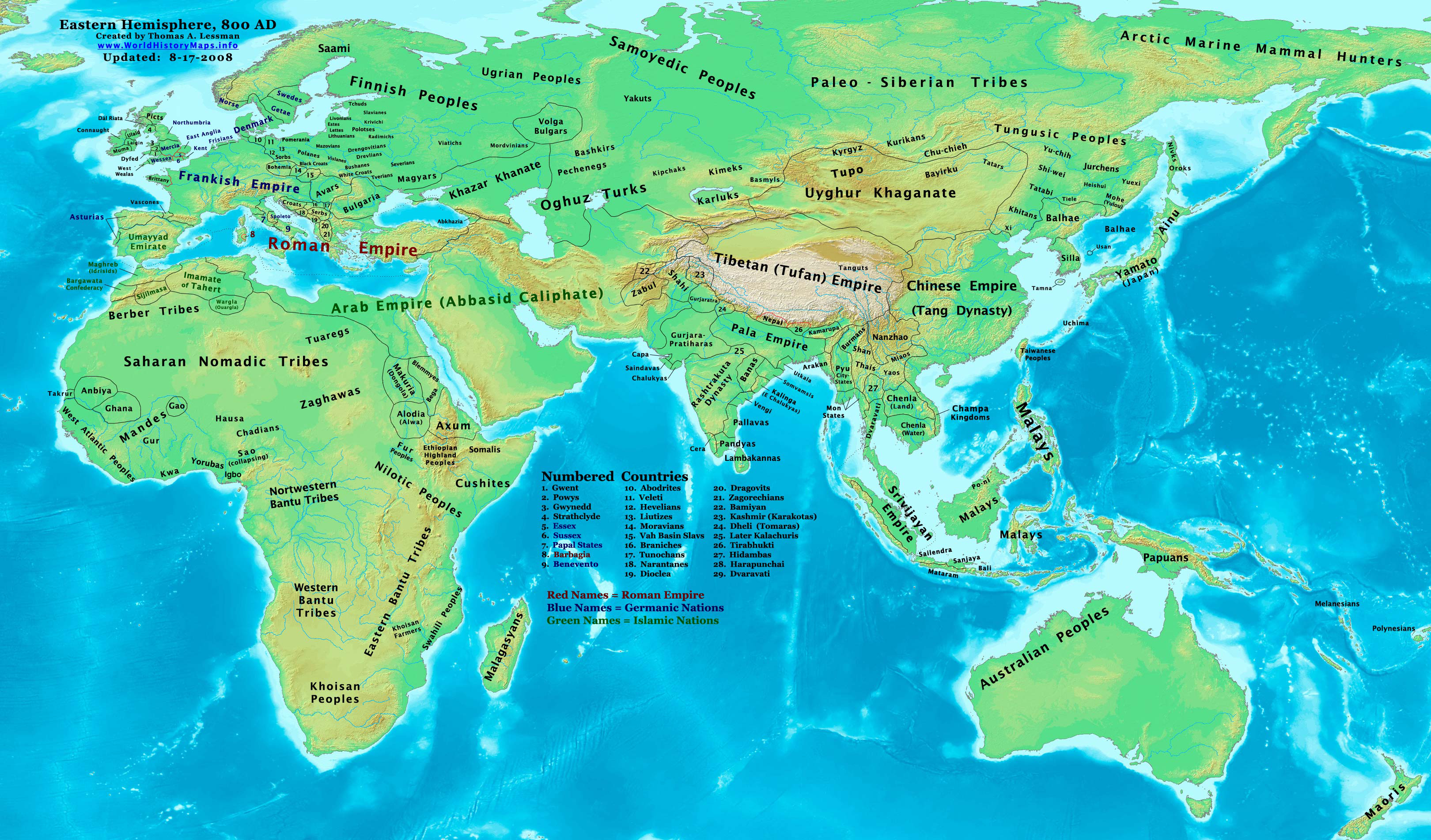
Reino Pyu hacia el año 800 d. C., antes de la llegada de los mranma.

De las 12 ciudades amuralladas excavadas hasta ahora, cinco son los restos de los mayores estados Pyu: Beikthano, Maingmaw, Binnaka, Halin y Sri Ksetra.

### Beikthano
Beikthano (en birmano: ဗိဿနိုး /beɪʔθənó/) situado en la región irrigada de Minbu (cerca de la actual Taungdwingyi) con acceso directo por tierra a las bien regadas llanuras de Kyaukse, al noreste, es el yacimiento urbano más antiguo descubierto hasta la fecha y excavado científicamente. Sus restos -estructuras, cerámica, artefactos y esqueletos humanos- datan del 200 a. C. al 100 d. C. Llamada así en honor del dios hindú Vishnu, la ciudad puede ser la primera capital de un estado cultural y quizás incluso políticamente uniforme en la historia de Birmania. Era un gran asentamiento fortificado, que medía aproximadamente 300 hectáreas dentro de las murallas rectangulares (3 x 1 km (1,9 x 0,6 mi)). Las murallas y fortificaciones a lo largo de ella medían 6 metros (6,6 yd) de grosor, y están datadas por radiocarbono en un periodo comprendido entre 180 a. C. y 610 d. C. Como en la mayoría de las ciudades posteriores, la entrada principal de las murallas daba al palacio, que estaba orientado hacia el este. También se han excavado estupas y edificios monásticos dentro de las murallas.

### Maingmaw
Maingmaw (မိုင်းမေ} /máɪɰ̃ mɔ́/; también Mong Mao (no confundir con Mong Mao) y Mongamo), situado en la región de Kyaukse, tenía forma circular y se ha datado provisionalmente en el primer milenio antes de Cristo. También recibe el nombre de Pinle por la aldea cercana a su emplazamiento moderno en Myittha Township. Con 2,5 km de diámetro y 222 hectáreas, Maingmaw es una de las mayores ciudades antiguas de toda la llanura de Kyaukse. Tiene dos muros de recinto interior, el exterior de los cuales es cuadrado mientras que el interior es circular. El plano de un círculo dentro de un cuadrado sugiere un signo zodiacal que representa una vista de los cielos desde la perspectiva del sol, la manera en que también se conceptualizó Mandalay en el siglo XIX. Casi en el centro, un templo del siglo XIX llamado Nandawya Paya, probablemente construido sobre las ruinas de otro antiguo. La ciudad está dividida en dos por un canal, que se cree que es contemporáneo de la ciudad, aunque ninguna datación científica lo ha confirmado. Las excavaciones -la primera de las cuales se llevó a cabo en 1979- han desenterrado numerosos objetos, como joyas, monedas de plata y urnas funerarias. Muchos de los objetos, como las monedas y las urnas funerarias, son prácticamente idénticos a los encontrados en Beikthano y Binnaka.

## Economía

### Agricultura
La economía de las ciudades-estado pyu se basaba en la agricultura y el comercio. Todos los asentamientos pyu importantes estaban situados en las tres principales regiones de regadío de la Alta Birmania, centradas en la confluencia de los ríos Irrawaddy y Chindwin: Halin en el valle de Mu, Maingmaw y Binnaka en las llanuras de Kyaukse, y finalmente Beikthano y Sri Ksetra en el distrito de Minbu o cerca de él. (Los proyectos de irrigación de los pyu fueron retomados más tarde por los birmanos. El rey Anawrahta de Pagan construiría proyectos de irrigación en estas tres regiones en la década de 1050 para convertirlas en los principales graneros de arroz de la Alta Birmania. Dotarían a la Alta Birmania de una base económica duradera desde la que dominar el valle del Irrawaddy y su periferia en los siglos siguientes.) Los Pyu cultivaban arroz, quizás de la variedad Japonica.

### Comercio
El reino Pyu fue un importante centro comercial entre China y la India en el primer milenio de nuestra era. Dos rutas comerciales principales pasaban por los estados Pyu. Ya en el año 128 a. C. existía una ruta comercial terrestre entre China e India a través del norte de Birmania. Una embajada del Imperio Romano a China pasó por esta ruta en el año 97 a. C. y de nuevo en el 120 a. C. Pero la mayor parte del comercio se realizaba por mar a través de los estados Pyu del sur, que en aquella época estaban situados no muy lejos del mar, ya que gran parte del delta del Irrawaddy aún no se había formado, y tan al sur como las ciudades de la costa de Tenasserim superior como Winga, Hsindat-Myindat, Sanpannagon y Mudon, donde se han encontrado artefactos Pyu. (Sin embargo, no es suficiente para concluir que los Pyu tenían control administrativo y militar sobre estas ciudades costeras del alto Tenasserim.) Los puertos conectaban la ruta comercial terrestre con China a través de la actual Yunnan.
La zona comercial de los estados Pyu se extendía por el actual sudeste asiático, el sur de Asia y China. En Beikthano se han encontrado artefactos desde el siglo II en el noroeste de la India hasta Java y Filipinas. Asimismo, se han encontrado artefactos Pyu a lo largo de las costas del Arakan, la Baja Birmania, y tan al este como Óc Eo (en el actual sur de Vietnam). Los Pyu también mantuvieron relaciones comerciales y diplomáticas con China. En 800 y 801-802, Sri Ksetra envió una embajada formal, junto con 35 músicos a la corte Tang. Según los chinos, los Pyu utilizaban monedas de oro y plata. Pero sólo han sobrevivido las monedas de plata.

### Moneda
Una característica notable de los estados Pyu es la acuñación y uso de moneda de plata. Originadas en la zona de Pegu, estas monedas datan del siglo V y fueron el modelo para la mayoría de las acuñaciones del primer milenio en el sudeste asiático continental. El tipo más antiguo de estas monedas no está inscrito y representa una concha en una cara y un Srivatsa en la otra. Muchas de las monedas tenían un pequeño agujero a lo largo del perímetro y es posible que también se utilizaran como amuletos. Sorprendentemente, después de que el uso de monedas cesara al final del periodo Pyu a finales del siglo IX, las monedas no reaparecieron en los reinos birmanos hasta el siglo XIX.